# Spiraeanthemum meridionale
Spiraeanthemum meridionale är en tvåhjärtbladig växtart som först beskrevs av Hoogland, och fick sitt nu gällande namn av Pillon. Spiraeanthemum meridionale ingår i släktet Spiraeanthemum och familjen Cunoniaceae. Inga underarter finns listade i Catalogue of Life.